# Delosperma ecklonis
Delosperma ecklonis là một loài thực vật có hoa trong họ Phiên hạnh. Loài này được (Salm-Dyck) Schwantes mô tả khoa học đầu tiên năm 1927.